# أدالبيرت فون بلان
أدالبيرت فون بلان (بالألمانية: Adalbert von Blanc)‏ هو ضابط ألماني، ولد في 11 يوليو 1907 في فيلهلمسهافن في ألمانيا، وتوفي في 7 نوفمبر 1976 في فلنسبورغ في ألمانيا.